# 炼狱熔炉
《炼狱熔炉》（法語：Le Chaudron infernal）是一部1903年上映的法国电影，由乔治·梅里爱导演，明星电影公司发行。

## 剧情概要
在一间装饰有鬼脸和扭曲的徽章的文艺复兴式的房间里，一个恶魔把三个人扔进熔炉中，熔炉喷出火焰。受害者化为模糊的鬼影，进而变成三个火球。火球不断增加，追逐着恶魔。恶魔最后跳入熔炉中，熔炉喷射出火焰。

## 製作
乔治·梅里爱本人在片中扮演惡魔，明星电影公司的法国分部把这恶魔分類為貝爾芬格。影片使用了烟火制造术、多重曝光、柔焦以及替換剪接来制作特效。

## 发行版本
乔治·梅里爱于1903年之前制作的电影常被美国片商盗版，尤以《月球旅行记》为甚。出于反盗版的考虑，梅里爱的明星电影公司在美国开设了分公司，并为每部电影准备两盘负片，其中一盘用于国内发行，另一盘用于海外发行。梅里爱还为此专门制造了装有两片镜片、能够同时录制两盘影片的摄像机。
2000年代，法国龙虾电影厂的研究人员注意到梅里爱制造的摄像机其实是一台功能完备的立体摄像机，尽管在制造当时无意为之。这意味着把梅里爱电影的国内版和海外版合成起来，便能制作出3D电影。龙虾电影厂的创始人谢尔日·布朗伯格于2010年1月在法国电影园展出了《炼狱熔炉》和同为梅里爱导演的《德尔斐神谕》的3D版。影评家克里斯金·汤普森评论本片的3D效果“令人愉快”，“龙虾电影厂结合后的影片精确到就好像梅里爱专门为3D电影设计的一样”。之后，布朗伯格又在2011年9月于美国加州电影艺术与科学学院放映了这两部电影和梅里爱的第三部作品《谜之曲颈瓶》。